# Hypocoprus latridioides
Hypocoprus latridioides é uma espécie de insetos coleópteros polífagos pertencente à família Cryptophagidae.
A autoridade científica da espécie é Motschulsky, tendo sido descrita no ano de 1839.
Trata-se de uma espécie presente no território português.